# Eupododexia gigantea
Eupododexia gigantea là một loài ruồi trong họ Tachinidae.